# میکا باور
میکا باور (انگلیسی: Mika Baur؛ زادهٔ ۹ ژوئیهٔ ۲۰۰۴) بازیکن فوتبال است.
وی همچنین در تیم ملی فوتبال جوانان آلمان بازی کرده‌است.